# گروه یونایتد انرژی
گروه یونایتد انرژی (انگلیسی: United Energy Group) شرکت نفت و گاز هنگ کنگی است، که در سال ۲۰۰۹ توسط شرکت ملی نفت چین تأسیس شد.